# Campeonato de Cuarta División 1904 (Argentina)
El Campeonato de Cuarta División 1904 fue la cuarta edición se la Cuarta División, por entonces cuarta categoría del fútbol argentino, antecesor de la actual Primera D (hoy en el Quinto nivel). Fue organizado por la Argentine Association Football League, disputado con planteles de juveniles, de equipos inscripto en divisiones superiores y colegios e instituciones.
El campeón fue el San Isidro III, no ascendió a la Tercera categoría, ya que por aquella época no existía un sistema de ascensos y descensos, y los clubes elegían en qué división deberían jugar.

## Equipos
| Equipo                            | Ciudad                    |
| --------------------------------- | ------------------------- |
| Almagro Athletic Club II          | Almagro (Buenos Aires)    |
| Saint Andrew's Academy            | Buenos Aires              |
| Estudiantil Porteño II            | Ciudad de Buenos Aires    |
| Belgrano de Ejercicios físicos II | Belgrano (Buenos Aires)   |
| Lomas Juniors III                 | Lomas de Zamora           |
| Maldonado Athletic Club III       | Palermo (Buenos Aires)    |
| San Martin Athletic III           | San Martin (Buenos Aires) |
| San Isidro IV                     | San Isidro (Buenos Aires) |

## Sistema de disputa
Los equipos se enfrentaron bajo el sistema de todos contra todos a dos ruedas.

## Tabla de posiciones
| Pos. | Equipo                            | PJ |
| ---- | --------------------------------- | -- |
| 1.°  | San Isidro III                    | 12 |
| —    | Almagro Atl. II                   | 12 |
| —    | Belgrano de Ejercicios Físicos II | 12 |
| —    | Estudiantil Porteño II            | 12 |
| —    | Lomas Juniors III                 | 12 |
| —    | Maldonado III                     | 12 |
| —    | San Martín III                    | 12 |

|  | Campeón. |

San Isidro III
(1.º Título)